# Walter Mittys Geheimleben
Walter Mittys Geheimleben (englisch The Secret Life of Walter Mitty) ist eine der bekanntesten Kurzgeschichten des amerikanischen Schriftstellers James Thurber. Erstmals veröffentlicht wurde sie am 18. März 1939 in der Zeitschrift The New Yorker, in der auch die meisten anderen seiner Erzählungen erschienen. Drei Jahre später folgte dann eine Publikation im Sammelband My World and Welcome to It. Seitdem ist sie in zahlreichen weiteren Anthologien abgedruckt worden, insbesondere auch in The Thurber Carnival von 1945, der wohl erfolgreichsten Sammlung von Geschichten und Zeichnungen des Autors.

## Handlung
Walter Mitty, ein unscheinbarer, zurückhaltender Mann mittleren Alters, fährt gemeinsam mit seiner zu tyrannischer Überfürsorglichkeit neigenden Ehefrau auf ihre wöchentliche Einkaufstour. Bereits während der Autofahrt gibt er sich abenteuerlichen Tagträumen hin: Als ebenso erfahrener wie waghalsiger Flugkapitän rettet er seine Mannschaft durch den schlimmsten Sturm seit zwanzig Jahren, wird jedoch bald von seiner Frau in die Realität zurückgeholt, die sich über seine „Raserei“ beklagt und ihn daran erinnert, sich Überschuhe zu kaufen, während sie zum Frisör geht. Als er sich auf ihr Drängen hin Handschuhe anzieht und an einem Krankenhaus vorbeikommt, wird er zum berühmten Chirurg, der an seinem prominenten Patienten eine spektakuläre Operation durchführt. Der reale Mitty ist davon derart abgelenkt, dass er beim Einparken beinahe ein anderes Auto rammt. Als ihm der Parkwächter zu Hilfe kommt und mühelos das Fahrzeug in die richtige Position bringt, sinniert er düster über seine persönlichen Schwächen und jene Besserwisser, die ihm überlegen sind.
Als er sich nach einem Schuhladen umsieht, läuft ein Zeitungsjunge an ihm vorbei und ruft etwas über den „Waterbury-Fall“. Mitty findet sich als Angeklagter in einem Mordprozess in einem Gerichtssaal wieder und sieht sich in einem Kreuzverhör dem Staatsanwalt gegenüber. Als ihn sein Verteidiger mit dem Hinweis, sein rechter Arm sei zum Zeitpunkt der Tat verletzt gewesen, zu entlasten versucht, bringt Mitty ihn mit einer lockeren Geste zum Schweigen und erklärt kühl, er hätte Gregory Fitzhurst noch aus 300 Fuß Entfernung mit links erschießen können.
Nach der Erledigung seiner Einkäufe lässt sich Mitty in einem Ledersessel in der Lobby nieder und nimmt eine Zeitschrift zur Hand, in der die Frage thematisiert wird, ob Deutschland in einem Luftkrieg die Welt erobern könnte. Als todesmutiger Bomberpilot fliegt Mitty daraufhin eine auf zwei Piloten ausgelegte Flugmaschine im Alleingang durch feindlichen Luftraum. Erneut wird er von seiner Frau aus dem Tagtraum gerissen, die ihn tadelnd darauf hinweist, dass sie bereits das gesamte Gebäude nach ihm abgesucht habe. Auf dem Rückweg zum Auto fällt ihr ein, dass sie noch etwas vergessen habe, und sie läuft zurück. Mitty lehnt sich an eine Wand, zündet sich eine Zigarette an und sieht sich einem Erschießungskommando gegenüber. Mit einem flüchtigen Lächeln auf den Lippen, aufrecht, reglos, stolz und verächtlich schaut er seinen Henkern ins Gesicht: ‚Walter Mitty the Undefeated, inscrutable to the last.‘

## Textanalyse und Deutung
Der Hauptcharakter Walter Mitty ist das Urbild und das berühmteste Beispiel für den unbeholfenen und mit der Komplexität der modernen Welt überforderten, frustrierten und entfremdeten männlichen Protagonisten, wie er typisch ist für die Werke des Autors. Zugleich ist die Geschichte trotz ihrer Kürze selbst ausgesprochen komplex: Sie greift auf ihren verschiedenen Erzählebenen nahezu sämtliche Konfliktstellungen auf, die in der Literatur üblicherweise thematisiert werden: Mensch gegen Mensch, Mensch gegen Gesellschaft, Mensch gegen Natur, Mensch gegen sich selbst und Mensch gegen das Gewissen. Von Situation zu Situation werden Mittys Traumselbstbilder zunehmend ambivalent und zeigen ein sinkendes Selbstbewusstsein. Der letzte Tagtraum von der Exekution lässt sich auch als Todeswunsch angesichts seiner Perspektivlosigkeit deuten. Dennoch gehören ihm die Sympathien des Lesers; in der Stereotypie der Rollen, in die er sich hinein träumt, wird Gesellschaftskritik deutlich.
Stilistisch greift Thurber in den Tagträumen von Walter Mitty auf den pathetischen, ausschweifenden Sprachduktus der trivialen Pulp-Magazine zurück und macht deren Klischees so zum Gegenstand seines Gespötts. Die humoristische Wirkung entfaltet sich auch in der profunden Unkenntnis des Protagonisten von den Dingen, von denen er schwärmt; so ist etwa die potenziell „tödliche Diagnose“ Coreopsis, die seinem Kollegen Renshaw das Entsetzen ins Gesicht treibt, tatsächlich nur eine harmlose Zierpflanze.

## Rezeption
Die humoristische Kurzgeschichte gilt als eines der größten Meisterwerke von James Thurber und hat zu einer umfangreichen Rezeption vor allem auch in der Populärkultur geführt. Das Wort Walter Mitty ist seitdem als Sinnbild für den unbeholfenen Tagträumer in den Wortschatz der englischen Sprache eingegangen und als Walter Mitty-ness zum Gegenstand sozialpsychologischer Untersuchungen geworden. Zugleich gilt die Figur auch als Abbild ihres Schöpfers; so schrieb etwa Wilhelm Bittorf bereits 1953 in der Zeit: „Nur an James Thurber persönlich ist aufzuspüren, was seine Figuren – den Tagträumer Walter Mitty wie das perplex-problematische Ehepaar Monroe – so komisch, so traurig, so trostreich macht.“
Die Geschichte um Walter Mitty ist zwei Mal verfilmt worden, erstmals 1947 mit Danny Kaye in der Hauptrolle des Walter Mitty (Das Doppelleben des Herrn Mitty), zuletzt 2013 unter der Regie von Ben Stiller (Das erstaunliche Leben des Walter Mitty). Beide Verfilmungen weichen in ihrer Handlung stark von der Literaturvorlage ab und nutzen diese als bloße Inspiration für den eigenen Stoff.
Im Rahmen der Anthologie This Is My Best im Screen Guild Theater des Senders CBS wurde The Secret Life of Walter Mitty mit Robert Benchley in der Hauptrolle 1944 erstmals für das Radio adaptiert. 1977 setzte Achim Scholz Walter Mittys Geheimleben in einer Bearbeitung von Gerhard Rentzsch für den Rundfunk der DDR als Hörspiel um; als Sprecher des Walter Mitty trat Walter Lendrich auf, Käthe Reichel übernahm die Rolle von dessen Ehefrau.

## Sonstiges
Wenngleich The Secret Life of Walter Mitty anfangs den Anschein eines eher anspruchslosen oder einfachen Textes erweckt, ist dieser erste Eindruck eines mühelos Hingeschriebenen trügerisch. Thurber benötigte nicht weniger als acht Wochen für die Fertigstellung dieser Short Story. Erst nach 15 verschiedenen Fassungen erhielt der Text seine endgültige Form, in der jeder Satz von Bedeutung ist.

## Ausgaben
- James Thurber: The Secret Life of Walter Mitty. In: The New Yorker, 18. März 1939.
- Nachdrucke unter anderem in:

My World and Welcome to It. Harcourt, New York, 1942.
The Thurber Carnival. Harper and Brothers, New York, 1945.
Thurber. Writings and Drawings. Literary Classics of the United States. Penguin Books, New York, 1996.
- In deutscher Übersetzung erstmals erschienen in:

Rette sich, wer kann! Rowohlt, Reinbek bei Hamburg, 1948.